# Pingshan Jingyingsuo (bondby i Kina, Heilongjiang Sheng, lat 48,03, long 129,26)
Pingshan Jingyingsuo (kinesiska: 平山经营所) är en bondby i Kina. Den ligger i provinsen Heilongjiang, i den nordöstra delen av landet, omkring 320 kilometer nordost om provinshuvudstaden Harbin. Antalet invånare är 316. Befolkningen består av 157 kvinnor och 159 män. Barn under 15 år utgör 6,0 %, vuxna 15-64 år 71 %, och äldre över 65 år 22,0 %.
Runt Pingshan Jingyingsuo är det ganska glesbefolkat, med 40 invånare per kvadratkilometer. Närmaste större samhälle är Weiguo Linchang, 16,6 km väster om Pingshan Jingyingsuo. I omgivningarna runt Pingshan Jingyingsuo växer i huvudsak blandskog.
Genomsnittlig årsnederbörd är 1 034 millimeter. Den regnigaste månaden är juli, med i genomsnitt 240 mm nederbörd, och den torraste är januari, med 10 mm nederbörd.